# 체리 2000
《체리 2000》(영어: Cherry 2000)은 미국에서 제작된 스티브 더저냇 감독의 1988년 SF 영화이다. 데이비드 앤드루스, 멜러니 그리피스 등이 출연하였고, 에드워드 R. 프레스먼 등이 제작에 참여하였다.
평단으로부터 대체로 부정 평가를 받았다.

## 줄거리
2017년. 종말 후 미국은 황무지화되었다. 일부 지역이 문명 사회로 기능하고 있으나 경제 공황으로 낡은 20세기 장비를 재활용하고 있다. 사람들이 타인과 친밀한 사귐을 피하면서 사회에 관료주의가 팽배한 한편 과도하게 성애화된 상태이다. 가이노이드가 아내를 대체했으며 실제 성관계에선 소송이 일상화되었다. 한 매춘업소엔 변호사가 상주하며 구체적으로 어떤 성행위를 가질 것인지 합의하는 계약서 작성을 중재할 정도이다.
과거에 벌어진 여러 전쟁에 참전했으며 현재는 기업체 간부인 샘은 애너하임에 살고 있으며 아내로 체리 2000 모델을 소유하고 있다. 하루는 젖은 부엌 바닥에서 관계를 갖던 중 합선으로 체리 2000이 수리 불가능한 손상을 입는다. 고유 개성이 담긴 기억 장치를 새 모델 몸통에 이식하는 것 외엔 회생할 방도가 없다는 진단이 내려진다. 하지만 해당 모델은 생산이 중단된 상태이고, 재고는 무법지대인 "존 7" 내 폐소된 창고에 있다는 정보를 얻는다.  
샘은 안내인으로 추적자 이디스 "E" 존슨을 고용하고, 둘은 개조된 1965 포드 머스탱을 타고 레스터와 그 휘하의 갱이 지배하는 존 7에 도착한다. 둘은 E의 멘토인 추적자 식스핑거드 제이크가 사는 지하 급수장으로 피신하지만 레스터 갱에게 공격을 받는다. 샘은 각목으로 뒤통수를 얻어맞고 정신을 잃었다가 레스터 갱이 사는 1950년대풍 모텔에서 깨어나 갱 소속이 된 전 여자친구 일레인과 재회한다. E와 제이크가 죽었다고 믿게 된 샘은 레스터가 원하는대로 갱에 들어가지만 갱이 추적자 하나를 무자비하게 살해하는 광경을 목도하고 도망치다가 실은 살아있던 제이크, E와 재회한다.  
제이크는 샘 몰래 체리 2000의 기억 장치를 빼돌리고 샘을 좋아하게 된 E에게 넘기며 이를 잘 숨기라고 한다. 개성을 담보하는 기억 장치 없이 외형만 같은 모델만 구해봐야 의미가 없다며 체념한 샘은 E와 좋은 분위기가 되어 사랑을 나누기 시작한다. 그러나 도중 E가 품에 지니고 있던 기억 장치에서 체리 2000의 음성이 재생된다. 샘은 자신을 속였다고 화를 내고, 둘은 다시 가이노이드 창고로 향한다.  
도중 샘과 E는 제이크의 친구 스내피 톰이 운영하는 윤락업소 겸 주유소에 당도하고, 제이크도 이곳을 방문한다. E는 한구석에 방치돼있던 어로니카(Aeronca) 챔피언 경비행기를 탈 생각으로 머스탱 부품을 활용해 수리하기 시작한다. 그러나 스내피와 동거 중인 여자친구가 배신하여 라디오로 레스터에게 샘 일행이 있음을 알리고 제이크를 쏴죽인다. 샘과 E는 수리를 끝낸 비행기를 타고 탈출한다. 샘은 이제 체리 2000을 그냥 포기하려 하지만 E는 그렇게 하면 제이크가 헛된 죽음을 맞이한 셈이 된다며 탐색을 속행한다.  
이들이 드디어 목적지에 도착하면서 존 7은 폐허가 된 라스베이거스이고 가이노이드 창고는 옛 카지노 건물이라는 사실이 드러난다. 샘이 체리 2000 모델에 기억 장치를 넣고 작동시키자마자 레스터와 갱이 이들을 뒤따라잡으면서 총격전이 벌어진다. 이 위기 상황 속에서 집안일과 성관계에만 특화된 체리 2000은 연속 부자연스러운 반응을 보인다.  
샘은 E, 새 체리 2000과 함께 비행기를 타지만 합계 체중이 과적되어 이륙하지 못한다. 이에 E가 자진해서 뛰어내리고 레스터와 갱의 집중 표적이 된다. 샘은 그대로 E를 버리고 체리 2000과 애너하임으로 돌아가려다가 E와 달리 체리 2000과는 인간 대 인간 사이에서만 가능한 교감을 결코 이룰 수 없다는 걸 깨닫고 비행기를 선회한다. 샘이 펩시를 먹고 싶다고 하자 체리 2000은 이 명령을 실행하기 위해 비행기에서 내린다. E가 비행기에 오른 뒤 샘과 E는 레스터 갱을 모두 물리치고 상공으로 사라진다.  

## 출연진
- 데이비드 앤드루스 - 샘 트레드웰 역
- 멜러니 그리피스 - 이디스 "E" 존슨 역
- 팀 토머슨 - 레스터 역
- 패멀라 기들리 - 체리 2000 역
- 해리 케리 주니어 - 톰 "스내피 톰" 역
- 벤 존슨 - 제이크 "식스핑거드 제이크" 역
- 브라이언 제임스 - 스테이시 역
- 마셜 벨 - 빌 역
- 래리 피시번 - 글루 글루 변호사 역
- 마이클 C. 귄 - "슬림" 역
- 잭 티보 - 뭉툭한 남자 역
- 로버트 즈다 - 쳇 역
- 제니퍼 밸고빈 - 글로리 홀 직원 역
- 캐머런 밀저 - 일레인 / 진저 역

## 기타 제작진
- 미술: 존 J. 무어
- 의상: 줄리 와이스